# Paraphrophora
Paraphrophora is een geslacht van halfvleugeligen uit de familie Aphrophoridae. De wetenschappelijke naam van dit geslacht is voor het eerst geldig gepubliceerd in 1897 door Fowler.

## Soorten
Het geslacht Paraphrophora  is monotypisch en omvat slechts de volgende soort:
- Paraphrophora simplex Fowler, 1897